# Hexametylentriperoxiddiamin

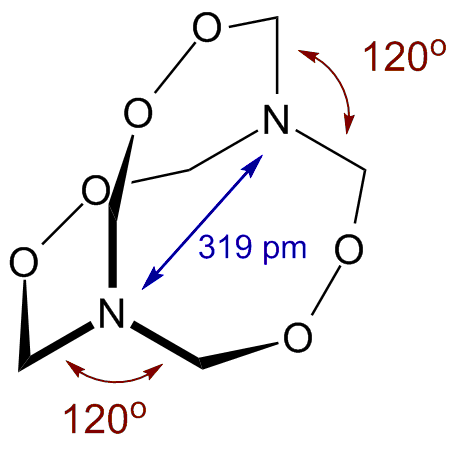
Strukturformel

Hexametylentriperoxiddiamin, HMTD eller 3,4,8,9,12,13-hexaoxo-1,6-diaza-bicyklo[4.4.4]-tetradekan, är en mycket explosiv kemisk förening. Det detonerar med en hastighet av 4511 m/s vid 0,88 g/cm³. 
HMTD tillverkas av ämnet HMTA som finns i esbit. Ämnet upptäcktes 1881 av tyska forskare, som noterade att om man behandlade speciellt upphettad dietyleter med ammoniak och blyperoxid, så fick man ett explosivt ämne.
Ämnet brukar liknas vid TCAP (acetonperoxid), och det är i likhet med detta ämne en organisk peroxid, men är dock säkrare att handha.